# Gyre de l'Atlantique Nord

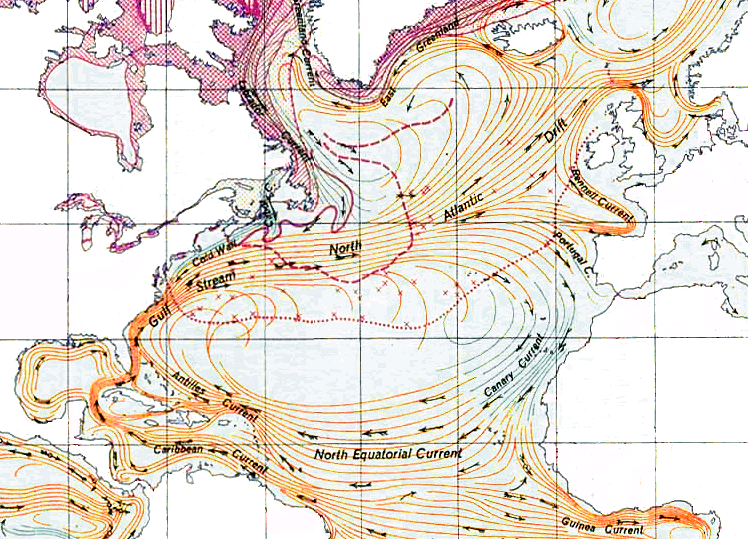
Vue des courants entourant le gyre.

Le gyre nord-atlantique de l'océan Atlantique est l'un des cinq grands gyres océaniques. C'est un courant océanique circulaire, avec des tourbillons et des sous-tourbillons, à travers l'Atlantique Nord, depuis la zone de convergence intertropicale (calme ou marasme) jusqu'à la partie sud de l'Islande, et des côtes est de l'Amérique du Nord aux côtes ouest de l'Europe et de l'Afrique.
À son tour, il est principalement subdivisé en Gulf Stream à l'ouest, son prolongement souvent confondu le courant de l'Atlantique Nord vers le nord-est, le courant des Canaries à l'est et coulant vers le sud le long des côtes africaines et le courant équatorial nord de l'Atlantique au sud. Le gyre a une circulation thermohaline prononcée, amenant l'eau salée à l'ouest de la mer Méditerranée puis au nord pour former les eaux profondes de l'Atlantique Nord.
Le gyre emprisonne les débris marins d'origine humaine dans sa zone de flotsam de déchets naturels, appelée vortex de déchets, de la même manière que le gyre du Pacifique nord possède en son cœur une zone de déchets.
Au cœur du gyre se trouve la mer des Sargasses, connue pour ses eaux calmes et ses accumulations d'algues assez denses.

## Variabilité saisonnière
Comme pour de nombreux modèles océanographiques, le gyre de l'Atlantique Nord subit des changements saisonniers. Stramma et Siedler (1988) ont déterminé que le gyre se dilate et se contracte avec une variation saisonnière ; cependant, l'ampleur du transport des volumes ne semble pas changer de manière significative. Pendant la saison hivernale de l'hémisphère nord, le gyre suit un modèle plus zonal ; c'est-à-dire qu'il se dilate dans la direction est-ouest et s'amincit dans la direction nord-sud. Au fur et à mesure que les saisons passent de l'hiver à l'été, le gyre se déplace vers le sud de quelques degrés de latitude. Cela se produit en même temps que le déplacement de la partie nord-est du gyre. Il a été conclu que les écarts zonaux à l'intérieur du gyre restent faibles tandis qu'au nord et au sud du gyre ils sont grands.
Les données collectées dans la région de la mer des Sargasses dans la partie ouest du gyre de l'Atlantique Nord ont conduit à des preuves analytiques que la variabilité de ce tourbillon est liée au mélange convectif hivernal. Selon Bates (2001), une variation saisonnière de 8 à 10°C de la température de surface se produit parallèlement à une fluctuation de la profondeur de la couche mixte entre les saisons d'hiver et d'été de l'hémisphère nord. La profondeur passe de 200 mètres en hiver à environ 10 mètres en été. Les éléments nutritifs restent sous la zone euphotique pendant la majeure partie de l'année, ce qui entraîne une faible production primaire. Pourtant, pendant le mélange convectif hivernal, les nutriments pénètrent dans la zone euphotique, provoquant une floraison de phytoplancton de courte durée au printemps. Cela élève alors la profondeur de la couche mixte à 10 mètres.
Les changements dans la biologie océanique et le mélange vertical entre l'hiver et l'été dans le gyre de l'Atlantique Nord modifient de façon saisonnière la quantité totale de dioxyde de carbone dans l'eau de mer. Les tendances interannuelles ont établi que les concentrations de dioxyde de carbone dans ce gyre augmentent à un rythme similaire à celui qui se produit dans l'atmosphère. Cette découverte concorde avec celle faite dans le Gyre du Pacific nord. Le gyre de l'Atlantique Nord subit également des changements de température via des vagues atmosphériques. L' oscillation nord-atlantique (NAO) est l'un de ces modèles. Pendant sa phase positive, le gyre se réchauffe. Cela est dû à un affaiblissement des vents d'ouest, ce qui entraîne une réduction du stress du vent et des échanges thermiques, ce qui permet à la température de l'eau du tourbillon d'augmenter plus longtemps.

## Contamination par le plomb
Les échantillons mesurés d'aérosols, de particules marines et d'eau dans le gyre entre 1990 et 1992 comprennent l'examen des rapports isotopiques du plomb. Certains isotopes sont caractéristiques de la pollution provenant essentiellement d'Europe et du Proche-Orient par les alizés ; l'autre contamination était principalement causée par les émissions américaines. Les couches superficielles de la mer des Sargasses ont été lues pour de telles concentrations. 42 à 57% de la contamination provenait de sources industrielles et automobiles américaines, malgré la réduction de la production et de l'utilisation d'essence au plomb aux États-Unis. Depuis 1992, le plomb a clairement réduit les concentrations (cela est théoriquement vrai à travers l'Atlantique dans les couches de surface).

## Voir également
- courant océanique
- Gyre océanique
- Volta do mar